# Strychnos pachycarpa
Strychnos pachycarpa är en tvåhjärtbladig växtart som beskrevs av Adolpho Ducke. Strychnos pachycarpa ingår i släktet Strychnos och familjen Loganiaceae. Inga underarter finns listade i Catalogue of Life.